# Cyrilometodějský kancionál
Cyrilometodějský kancionál byl původně zamýšlený pro všechny diecéze české a moravské církevní provincie římskokatolické církve, avšak přijatý a zavedený jen v brněnské diecézi, kde nahradil Cestu k věčné spáse. Uspořádali jej Leopold Benáček a Josef Navrkal, básník Jan Zahradníček pro tento kancionál napsal několik nových textů. Poprvé byl vydán brněnským biskupstvím v roce 1949 v Brně, později jej vydávala Česká katolická charita v Ústředním církevním nakladatelství. Celkem dosáhl 12 vydání (mimo jiné v letech 1949, 1954, 1955, 1957, 1958, 1961, 1964, 1965 a 1967 a dvakrát v roce 1968).
Stejně jako další obdobné kancionály (v Čechách to byl Český kancionál, v olomoucké arcidiecézi Boží cesta) byl uspořádán podle liturgických období a obsahoval z větší části tzv. mešní písně. Později byl nahrazen jednotným kancionálem, který zohlednil také změny nastalé po druhém vatikánském koncilu.